# هیتوباشیرا
هیتوباشیرا (به ژاپنی: 人柱 Hitobashira)، که در چین؛ برمه، اندونزی با تلفظ دیگری شناخته می‌شود، به معنای ستون انسانی است. یک عمل فرهنگی قربانی‌کردن انسان از طریق زنده‌به‌گوری قبل از آغاز به ساختن یک ساختمان بوده‌است و قبلاً در کشورهای شرق و جنوب شرقی آسیا انجام می‌شده‌است. در ژاپن نیز در اعصار گذشته هیتوباشیرا انجام می‌شده‌است و به شکل یک قربانی انسانی است که زنده زیر یا در نزدیکی ساختمان‌های بزرگ مانند سدها، پل‌ها و قلعه‌ها به عنوان دعا برای خدایان دفن می‌شده‌است تا ساختمان در اثر بلایای طبیعی مانند سیل یا دشمن تخریب نشود.

## قلعه ماروئوکا

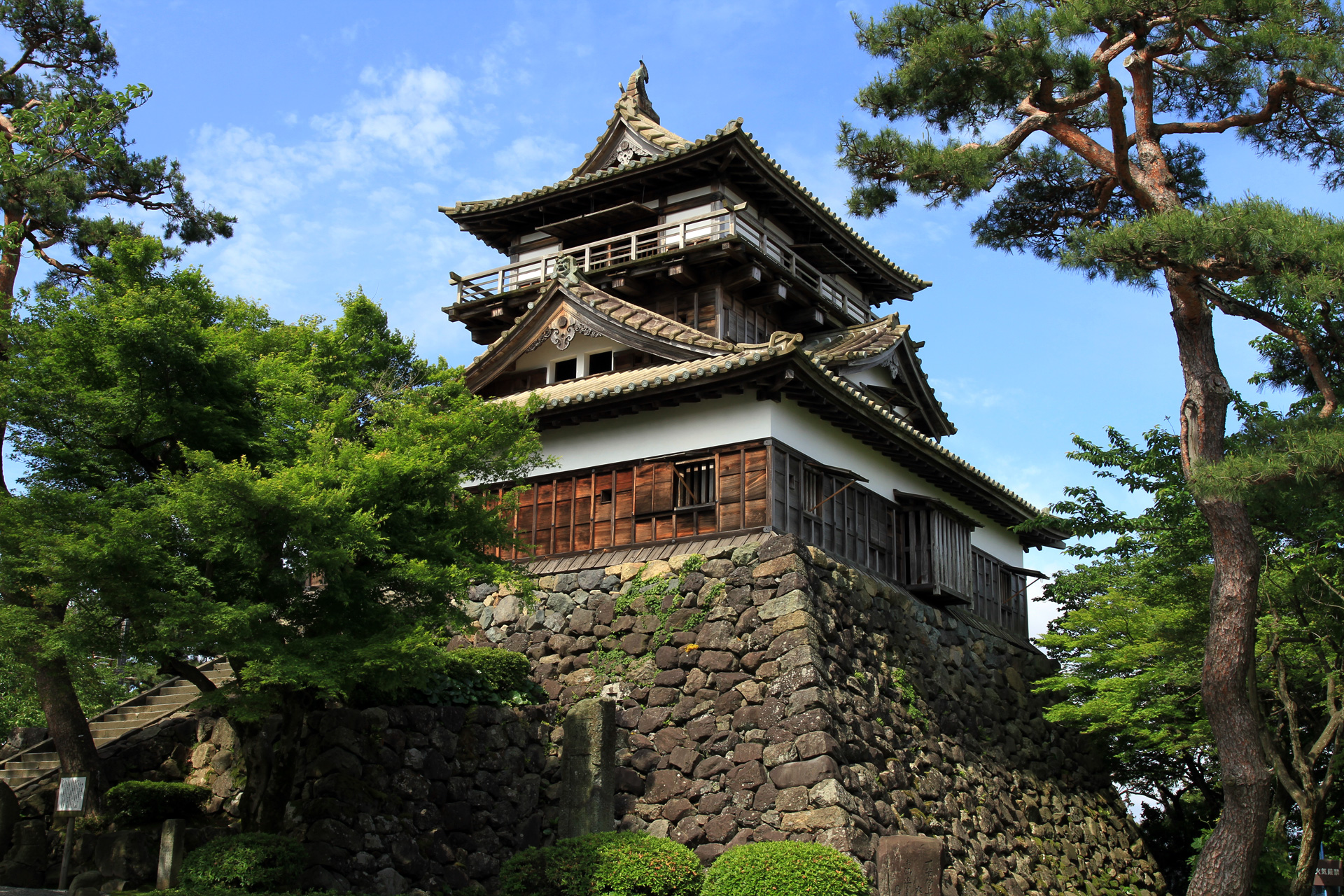
قلعه ماروئوکا

طبق افسانهٔ «او-شیزو، هیتوباشیرا» قلعه ماروئوکا ساخته شده در سال ۱۵۷۶ میلادی، با «ستون انسانی» ساخته شده‌است. در حین ساخت، پایه سنگی (تنشو) بدون توجه به چند بار انباشته شدن همچنان در حال فرو ریختن بود. یکی از رعیت‌ها پیشنهاد کرد برای دلجویی از خدایان باید قربانی انسانی یا هیتوباشیرا انجام شود. او-شیزو، یک زن یک چشم که دارای دو فرزند بود و زندگی فقیرانه‌ای داشت، به عنوان هیتوباشیرا انتخاب شد. او تصمیم گرفت قربانی شود به شرط این که یکی از فرزندانش توسط شیباتا کاتسوتویو پرورش یابد تا به یک سامورایی تبدیل شود. در حالت ایستاده سنگ‌های پایه قلعه در اطراف او قرار گرفتند تا اینکه سرانجام او را خرد کردند. طبق این افسانه فداکاری این زن باعث شد تا ساخت و ساز با موفقیت به پایان برسد.